# Antic Software
Antic Software era el nombre de la división de software de la revista Antic, un magazine sobre los ordenadores Atari de 8-bits.

## Historia
"Antic Software" fue fundada y dirigida por Gary Yost desde su creación en 1984 hasta que éste la dejó en 1988 para trabajar en el desarrollo del programa 3D Studio para la empresa Autodesk. Desde entonces Charles Cherry pasó a ser el director.
El catálogo de software estaba vinculado a los temas de la revista Antic, y los productos eran vendidos a través del correo. La idea inicial había partido del propio Gary Yost, quien vio la oportunidad cuando el APX (Atari Program Exchange) fue cerrado por el nuevo Director ejecutivo de Atari, James J. Morgan en 1984. El APX era muy parecido a lo que Gary Yost quería realizar con Antic Software, un lugar donde publicar programas creados por los usuarios y donde APX sería el editor. Todo esto ayudó a crear una comunidad de usuarios de Atari, algo que Gary Yost tuvo muy presente posteriormente.
Yost, después de convencer a James Capparell, editor de la revista Antic, para crear esta compañía, contrató a muchos de los programadores de APX para que publicasen sus trabajos en Antic. El software APX fue renombrado como "los clásicos APX de Antic".
Junto a los programas de APX seleccionados, nuevos programas fueron añadidos junto a colecciones de dominio público. Todo el software se proporcionaba en un disco, sin casete. Los pedidos se realizaban mediante una solicitud a través del servicio postal o a través de un número de teléfono gratuito.
Más tarde, el software para el nuevo Atari ST fue incorporado en un proyecto separado conocido como The Catalog, que finalmente pasó a formar parte de la revista STart. Esta revista había sido la respuesta de Antic ante el nuevo Atari ST de 16-bits, que en un principio había tenido una pequeña sección en Antic, y posteriormente se había convertido en una revista independiente, con su sección de software propia también.

## Enlaces
- Pre-history of Autodesk 3D Studio and Discreet 3DS Max

## Nota
- Esta obra contiene una traducción  derivada de «Antic Software» de Wikipedia en inglés, publicada por sus editores bajo la Licencia de documentación libre de GNU y la Licencia Creative Commons Atribución-CompartirIgual 4.0 Internacional.

- Datos: Q4774583